# Shelby Jordan
Shelby Jordan (23 de janeiro de 1952 - 9 de setembro de 2022) foi um ex-jogador profissional de futebol americano estadunidense.

## Carreira
Shelby Jordan foi campeão da temporada de 1983 da National Football League jogando pelo Los Angeles Raiders, cuja denominação atual é  Oakland Raiders.